# Reventula amabilis
Reventula amabilis – gatunek kosarza z podrzędu Laniatores i rodziny Samoidae. Jedyny znany przedstawiciel monotypowego rodzaju Reventula.

## Występowanie
Gatunek jest endemiczny dla Jamajki.